# Jan van Hooijdonk
Johan (Jan) van Hooijdonk (Arnhem, 12 november 1895 – aldaar, 10 juli 1974) was een Nederlandse biljarter. Hij nam in seizoen 1925–1926 en 1926–1927 deel aan het nationale kampioenschap driebanden in de ereklasse.

## Deelname aan Nederlandse kampioenschappen in de Ereklasse
| Nr. | Kampioenschap        | Plaats    | Klassering | Alg. gemiddelde |
| --- | -------------------- | --------- | ---------- | --------------- |
| 1.  | Driebanden 1925–1926 | Amsterdam | 5e         | 0,435           |
| 2.  | Driebanden 1926–1927 | Den Haag  | 7e         | 0,401           |